# 교황 루치오 2세
교황 루치오 2세(라틴어: Lucius PP. II, 이탈리아어: Papa Lucio II)는 제166대 교황(재위: 1144년 3월 12일 - 1145년 2월 15일)이다. 본명은 제라르도 카치아네미치 달 오르소(이탈리아어: Gerardo Caccianemici dal Orso)이다.

## 생애 초기
제라르도 카치아네미치 달 오르소는 볼로냐 태생이다. 그는 1124년 교황 호노리오 2세에 의해 예루살렘의 성십자가 성당의 사제급 추기경에 서임되기 전에 수년 간 산 프레디아노 성당의 의전사제로 봉사했다. 이 시기에 그는 성당을 개축하여 의전사제들을 중시하고 교회 수익을 향상시켰다. 나중에 교황이 된 후에 그는 이 성당에 미사 때 사용할 수 있도록 제대보와 황금과 보석으로 표지를 장식한 복음서 그리고 장식을 넣고 도금한 은제 성유 그릇 두 개를 하사하였다. 호노리오 2세는 그를 로마 교구의 도서관 사서로 임명하기에 앞서 1125년에 교황 특사로 임명하여 독일로 파견했다. 독일에 머무는 동안 그는 크산텐의 노르베르토가 마그데부르크의 대주교로 임명되는 것 뿐만 아니라 로타르 3세가 신성 로마 제국의 황제로 선출되는 것을 지지하며 도와주었다. 1128년 제라르도는 전임 렉토르를 타도한 베네벤토를 다스리기 위해 그곳에 보내졌다.
1130년 그는 교황 인노첸시오 2세에 의해 교황 특사로 임명되어 재차 독일로 파견되었다. 독일에서 그는 대립교황 아나클레토 2세에 맞서 교황 인노첸시오 2세를 보호하기 위하여 로타르 3세를 설득하여 그가 이탈리아에 두 차례 원정을 하는데 중요한 역할을 하였다. 그는 1135년부터 1136년까지 독일에 교황 특사의 자격으로 더 머물렀다. 로타르 3세의 주요 협상가들 중 한 사람이었던 그는 물리력을 동원해 몬테카시노의 수사들이 교황의 권위에 순명하게끔 하였다. 뿐만 아니라 그는 교회의 분열을 종식시키기 위한 협상을 하기 위해 살레르노에 가서 대립교황 아나클레토 2세 및 시칠리아 국왕 루지에로 2세를 만났다. 그가 교황 인노첸시오 2세의 강력한 옹호자였기 때문에 교황은 그를 교황청 상서국장에 임명하여 그의 노고를 치하하였다. 1144년 교황 선거에서 제라르도가 선출되어 1144년 3월 12일 즉위하였다. 교황으로 즉위하기 며칠 전에 그는 심사숙고 끝에 교황 루치오 1세의 이름을 이어받아 루치오 2세라는 이름을 채택하였다.

## 교황

### 잉글랜드 및 포르투갈과의 관계
루치오 2세는 중세 기독교 세계의 통상적인 교회 사업 운영에 몰두하였다. 그는 성 에드문도 수도원에 세속 권위에 대한 복종 면제를 포함하여 잉글랜드의 주교들과 수도원들, 성당들에 많은 특권을 부여하였다. 또한 그는 힌크마를 교황 특사로 임명하여 잉글랜드로 보내 자신을 관구장 주교로 승격시켜 달라는 세인트데이비스 주교 버나드의 요청을 검토하고, 요크 대주교 윌리엄에게 팔리움을 주게 하였다. 잉글랜드의 정치적 상황에 관해서 그는 잉글랜드의 왕위에 대한 마틸다의 권리를 인정하였다.
즉위 초반에 루치오 2세는 루카의 저명한 인사들로부터 루카와 피사 간에 벌어진 전쟁에서 성을 보호하기 위하여 그 성의 영주가 되어달라는 부탁을 받았다. 루치오 2세는 1144년 3월 18일 금화 10파운드를 받고 그들의 요청을 수락하여 지켜주었다. 전쟁이 끝나자 루치오 2세는 성을 그들에게 돌려주었다.
한편 포르투갈에서는 아폰수 1세 국왕이 레온 왕국에서 떨어져나온 신흥국가 포르투갈의 독립을 유지하고자 루치오 2세에게 과거 인노첸시오 2세에게 했던 것처럼 봉건적 주종관계를 맺어 그의 신하로서 충성 맹세를 하겠다고 제의했다. 그는 루치오 2세에게 사도좌의 보호와 지지를 얻는 대가로 매년 4온스의 금을 바쳤다. 루치오 2세는 주종관계를 맺되 자신이 직접 로마까지 가서 하지는 않게 해달라는 아폰수 1세의 요청을 승낙했지만, 그를 포르투갈의 왕이 아닌 포르투갈의 지도자(Dux Portugallensis)로서 인정했다. 왕의 칭호를 부여받은 것은 교황 알렉산데르 3세 때였다.

### 시칠리아 국왕 루지에로 2세와의 갈등
루치오 2세는 사적으로 시칠리아 국왕 루지에로 2세의 친구이자 그의 자녀 중 한 명의 대부였지만, 두 사람의 관계는 곧 악화되었다. 두 사람은 1144년 6월 체프라노에서 만나 루지에로 2세가 성좌의 봉신이라는 점을 분명히 확인하였다. 루치오 2세는 카푸아 공작령을 교황령에 반환하라는 요구를 했고, 루지에로 2세는 그 대가로 교황령의 남부 일부를 자신에게 줄 것을 요구했다. 루치오 2세는 추기경들의 조언에 따라 루지에로 2세의 요구를 받아들이지 않았다. 그러자 화가 난 루지에로 2세는 시칠리아로 돌아가서 자신의 아들인 아풀리아 공작 루지에로 3세에게 캄파니아를 침공하라고 지시했다. 부왕의 요청을 받은 루지에로는 자신의 휘하 장군인 살레비아의 로베르토에게 군사를 주어, 페렌티노까지 북쪽으로 진격하게 하였다. 시칠리아군의 군세에 로마는 굴복하였다. 1144년 9월 루치오 2세는 잠정적으로 7년 간 휴전하자는 루지에로 2세의 조건을 받아들였고, 대신 노르만족은 자신들이 정복한 영토로 후퇴해 베네벤토와 다른 교황의 영토를 침범하지 않기로 약속했다.

### 로마 코뮌의 출현
한편 루치오 2세가 시칠리아군에 굴복한 것을 기회로 로마 원로원은 교황의 세습 권력을 빼앗아 자신들의 권력과 독립을 회복하고 로마에 혁명주의 공화국을 세우려는 시도를 하였다. 이 운동에 가담한 주요 인사는 상인들과 수공업자들이었으며, 도시 귀족들은 중립을 지켰다. 인노첸시오 2세 치세 동안 교황이 모든 세속적 권력을 거머쥐었으며, 루치오 2세가 재위 초반기부터 상당한 정치력과 단단한 기개로 역경을 헤쳐 나가면서 많은 원로원 의원들이 캄피돌리오 언덕을 떠나거나 교황의 교도권에 고분고분하며 지냈다. 그러나 이제 루치오 2세가 패배하면서 원로원은 동력을 얻어,
옛 대립교황 아나클레토 2세와 형제지간인 조르다노 피에르레오니의 주도로 교황이 임명한 대표들을 내쫓고 로마 코뮌을 세움으로써 루치오 2세에게 반기를 들었다. 그들은 교황이 정부에 대한 모든 권리를 포기하고 단지 교회세와 자발적인 공물만 받는 것에 그쳐야 한다고 요구했다. 당초에 루치오 2세는 루지에로 2세에게 도움을 요청했으나 그가 자신의 왕권을 여전히 완전히 인정하지 않는다는 사실에 화가 난 루지에로 2세는 군사 원조를 보류하였다. 그러자 로마왕 콘라트 3세에게 대신 도움을 요청하기로 한 루치오 2세는 1144년 12월 그에게 편지를 써서 원로원과 조르다노 피에르레오니에 맞서기 위한 군사 원조를 간청하였다. 루치오 2세는 클레르보의 베르나르도의 도움을 받아 콘라트에게 보내 속히 이 문제에 개입해줄 것을 요청했다.
콘라트의 답신을 기다리는 동안 루치오 2세는 아예 자기 손으로 직접 문제를 해결하기로 결심했다. 로마 귀족들, 특히 프란지파니 가문에 의지한 그는 1145년 1월 31일 키르쿠스 막시무스의 요새를 그들에게 주고 팔라티노 언덕의 남쪽 지역을 완전히 통제하도록 하였다. 포로 로마노는 전쟁터로 변했으며, 루치오 2세는 아벤티노 언덕으로 갈 때의 혼란을 막기 위해 1145년 1월 20일 산 사바 성당의 아빠스를 서품하였다.
결국 루치오 2세는 소규모 병사들을 거느리고 원로원을 향해 진군하였으나 조르다노에 의해 격퇴당하고 만다. 비테르보의 고드프리에 의하면, 그는 이 전투 중에 (돌에 맞아) 심각한 부상을 입었다고 한다. 그는 부상에서 회복되지 못하고 1145년 2월 15일 가까운 프란지파니 요새의 보호를 받은 산 그레고리오 마뇨 알 첼리오 성당에서 선종하였다.
루치오 2세의 시신은 라테라노 대성전 장축단 뒷쪽의 원형 포르티코에 안장되었다.

## 같이 보기
- 교황 목록